# Kırklareli
Kırklareli là tỉnh lị của tỉnh Kırklareli, Thổ Nhĩ Kỳ. Tỉnh này có bờ biển thuộc biển Đen. Cũng giống như những tỉnh khác của Thỗ Nhĩ Kỳ, dân cư ở đây chủ yếu theo đạo Hồi.

## Khí hậu
| Dữ liệu khí hậu của Kırklareli               | Dữ liệu khí hậu của Kırklareli | Dữ liệu khí hậu của Kırklareli | Dữ liệu khí hậu của Kırklareli | Dữ liệu khí hậu của Kırklareli | Dữ liệu khí hậu của Kırklareli | Dữ liệu khí hậu của Kırklareli | Dữ liệu khí hậu của Kırklareli | Dữ liệu khí hậu của Kırklareli | Dữ liệu khí hậu của Kırklareli | Dữ liệu khí hậu của Kırklareli | Dữ liệu khí hậu của Kırklareli | Dữ liệu khí hậu của Kırklareli | Dữ liệu khí hậu của Kırklareli |
| Tháng                                        | 1                              | 2                              | 3                              | 4                              | 5                              | 6                              | 7                              | 8                              | 9                              | 10                             | 11                             | 12                             | Năm                            |
| -------------------------------------------- | ------------------------------ | ------------------------------ | ------------------------------ | ------------------------------ | ------------------------------ | ------------------------------ | ------------------------------ | ------------------------------ | ------------------------------ | ------------------------------ | ------------------------------ | ------------------------------ | ------------------------------ |
| Cao kỉ lục °C (°F)                           | 18.6 (65.5)                    | 23.1 (73.6)                    | 25.7 (78.3)                    | 31.5 (88.7)                    | 36.0 (96.8)                    | 40.4 (104.7)                   | 42.5 (108.5)                   | 40.4 (104.7)                   | 38.8 (101.8)                   | 37.4 (99.3)                    | 28.9 (84.0)                    | 21.6 (70.9)                    | 42.5 (108.5)                   |
| Trung bình ngày tối đa °C (°F)               | 7.2 (45.0)                     | 9.2 (48.6)                     | 12.8 (55.0)                    | 18.4 (65.1)                    | 24.0 (75.2)                    | 28.7 (83.7)                    | 31.3 (88.3)                    | 31.5 (88.7)                    | 26.6 (79.9)                    | 20.1 (68.2)                    | 14.0 (57.2)                    | 8.7 (47.7)                     | 19.4 (66.9)                    |
| Trung bình ngày °C (°F)                      | 3.3 (37.9)                     | 4.5 (40.1)                     | 7.5 (45.5)                     | 12.4 (54.3)                    | 17.6 (63.7)                    | 22.1 (71.8)                    | 24.6 (76.3)                    | 24.6 (76.3)                    | 19.9 (67.8)                    | 14.6 (58.3)                    | 9.5 (49.1)                     | 5.0 (41.0)                     | 13.8 (56.8)                    |
| Tối thiểu trung bình ngày °C (°F)            | 0.3 (32.5)                     | 1.0 (33.8)                     | 3.4 (38.1)                     | 7.3 (45.1)                     | 12.0 (53.6)                    | 16.1 (61.0)                    | 18.4 (65.1)                    | 18.6 (65.5)                    | 14.5 (58.1)                    | 10.3 (50.5)                    | 6.0 (42.8)                     | 2.1 (35.8)                     | 9.2 (48.6)                     |
| Thấp kỉ lục °C (°F)                          | −15.8 (3.6)                    | −15.0 (5.0)                    | −11.8 (10.8)                   | −3.0 (26.6)                    | 1.4 (34.5)                     | 5.8 (42.4)                     | 8.8 (47.8)                     | 8.7 (47.7)                     | 3.0 (37.4)                     | −3.4 (25.9)                    | −7.2 (19.0)                    | −11.1 (12.0)                   | −15.8 (3.6)                    |
| Lượng Giáng thủy trung bình mm (inches)      | 61.9 (2.44)                    | 48.3 (1.90)                    | 48.8 (1.92)                    | 39.1 (1.54)                    | 53.6 (2.11)                    | 56.2 (2.21)                    | 34.2 (1.35)                    | 19.1 (0.75)                    | 39.9 (1.57)                    | 60.6 (2.39)                    | 62.4 (2.46)                    | 61.7 (2.43)                    | 585.8 (23.06)                  |
| Số ngày giáng thủy trung bình                | 9.93                           | 8.73                           | 10.20                          | 10.50                          | 10.43                          | 9.07                           | 5.67                           | 3.67                           | 5.70                           | 8.67                           | 9.07                           | 11.13                          | 102.8                          |
| Số giờ nắng trung bình tháng                 | 71.3                           | 81.9                           | 130.2                          | 165.0                          | 226.3                          | 234.0                          | 266.6                          | 266.6                          | 189.0                          | 136.4                          | 90.0                           | 65.1                           | 1.922,4                        |
| Số giờ nắng trung bình ngày                  | 2.3                            | 2.9                            | 4.2                            | 5.5                            | 7.3                            | 7.8                            | 8.6                            | 8.6                            | 6.3                            | 4.4                            | 3.0                            | 2.1                            | 5.3                            |
| Nguồn: Cơ quan Khí tượng Nhà nước Thổ Nhĩ Kỳ |                                |                                |                                |                                |                                |                                |                                |                                |                                |                                |                                |                                |                                |

## Thành phố kết nghĩa
- Manisa, Thổ Nhĩ Kỳ